# Irène (film 2002)
Irène è un film del 2002 diretto da Ivan Calbérac.

## Trama
La trentenne Irène è una bella ragazza della Normandia che trova lavoro a Parigi. Affitta un modesto appartamento e va a viverci. Presto incontra Luca, un intrigante manager e se ne innamora. Si vedono spesso tramite webcam perché lui di frequente si allontana per impegni lavorativi. Lei non ha un carattere facile, introversa e a volte un po' indisponente anche con le amiche. Inoltre l'appartamento ha bisogno di essere ridipinto: affida dunque il lavoro a François, un giovane imbianchino che non tarda a mostrare interesse verso di lei. Irène invece con lui è molto scontrosa, ha in mente solo Luca e il suo cruccio è che non escono quasi mai insieme.
Per puro caso una sua amica vede proprio Luca, a Parigi nel quartiere di La Défense, mentre invece aveva detto a Irène di essere in Giappone per lavoro. Questo crea nella ragazza una crisi totale.
Disperata per la menzogna esce di casa vestita in modo bizzarro, cade sul marciapiede, rientra nel suo appartamento e non si reca al lavoro. Passa un paio di giorni fuori Parigi e, riflettendo, decide di dare una chance a François, ragazzo meno colto di Luca ma forse più sincero e adatto a lei.